# Deus Irae
Cet article possède un paronyme, voir Dies iræ (homonymie).
Deus Irae (titre original : Deus Irae, en latin: dieu de colère, sur le modèle de Dies iræ) est un roman de science-fiction écrit par Philip K. Dick en collaboration avec Roger Zelazny et publié en 1976.

## Résumé
Carleton Lufteufel, responsable de l'apocalypse nucléaire qui a ravagé la Terre, est vénéré par les adeptes de l'Église de la colère. Mais l'absence d'image représentant Carleton est un frein au développement de cette nouvelle religion. Tibor MacMasters, peintre handicapé n'ayant ni bras ni jambes, est alors chargé de retrouver Carleton Lufteufel afin d'en réaliser le portrait.

## Analyse
Deus Irae fait partie des œuvres mystiques de la bibliographie de Philip K. Dick. Il s'agit ici d'une science-fiction fortement marquée par la religion, comme le sont par exemple la Trilogie divine ou le roman Le Dieu venu du Centaure.
Cependant, Deus Irae se rapproche davantage de Dr Bloodmoney. Ces deux romans peignent en effet la vie de survivants à une guerre ou une explosion atomique qui n'est de la responsabilité que d'un seul homme.
Le thème de la "divinisation" d'un homme abordé dans ce roman se rencontre en revanche plus fréquemment dans la bibliographie de Roger Zelazny. C'est par exemple le cas dans ses romans Toi l'immortel et L'île des morts.

## Témoignage de l'auteur
« J'ai commencé ce livre-là en 1964, et j'ai été incapable de le poursuivre, pour la simple raison que je ne connaissais rien au christianisme. J'ai fait appel à Roger Zelazny, qui est bien plus instruit et plus intelligent que moi, et nous y avons plus ou moins travaillé au cours des années suivantes. On l'a laissé mijoter, en quelque sorte, Roger en écrivait un bout, qu'il m'envoyait, et j'en écrivais un autre bout, que je lui renvoyais. Nous n'avions jamais pensé le terminer. Et tout à coup, le jour est venu où Roger en a fait une portion si longue qu'il ne m'est pratiquement resté plus rien à faire, sinon la fin, et je l'ai posté. C'était donc plus ou moins un boulot d'amateur que nous continuions juste pour le plaisir, une occupation. Nous étions déjà de très bons amis et c'était amusant d'écrire comme ça. C'était comme de s'envoyer et de se renvoyer sans cesse la même lettre. »

## Publications en français
Ce roman, dans sa traduction par Françoise Cartano, a été publié à deux reprises :
- Denoël, collection Présence du futur no 238, 1977, réédition en 1986  (ISBN 2-207-30238-5)
- Gallimard, collection Folio SF no 39, décembre 2000  (ISBN 2-07-041770-0)